# L'ombra del male
L'ombra del male è un film muto italiano del 1913 diretto  da Gino Zaccaria.